# Tenth Air Force
La 10th Air Force est une force aérienne de l'United States Army Air Forces (USAAF) pendant la Seconde Guerre mondiale. Elle opère sur le théâtre des opérations de Chine-Birmanie-Inde qui opposa la Chine, la Birmanie et l'Inde des forces alliées (États-Unis, Empire britannique et république de Chine) aux forces japonaises.

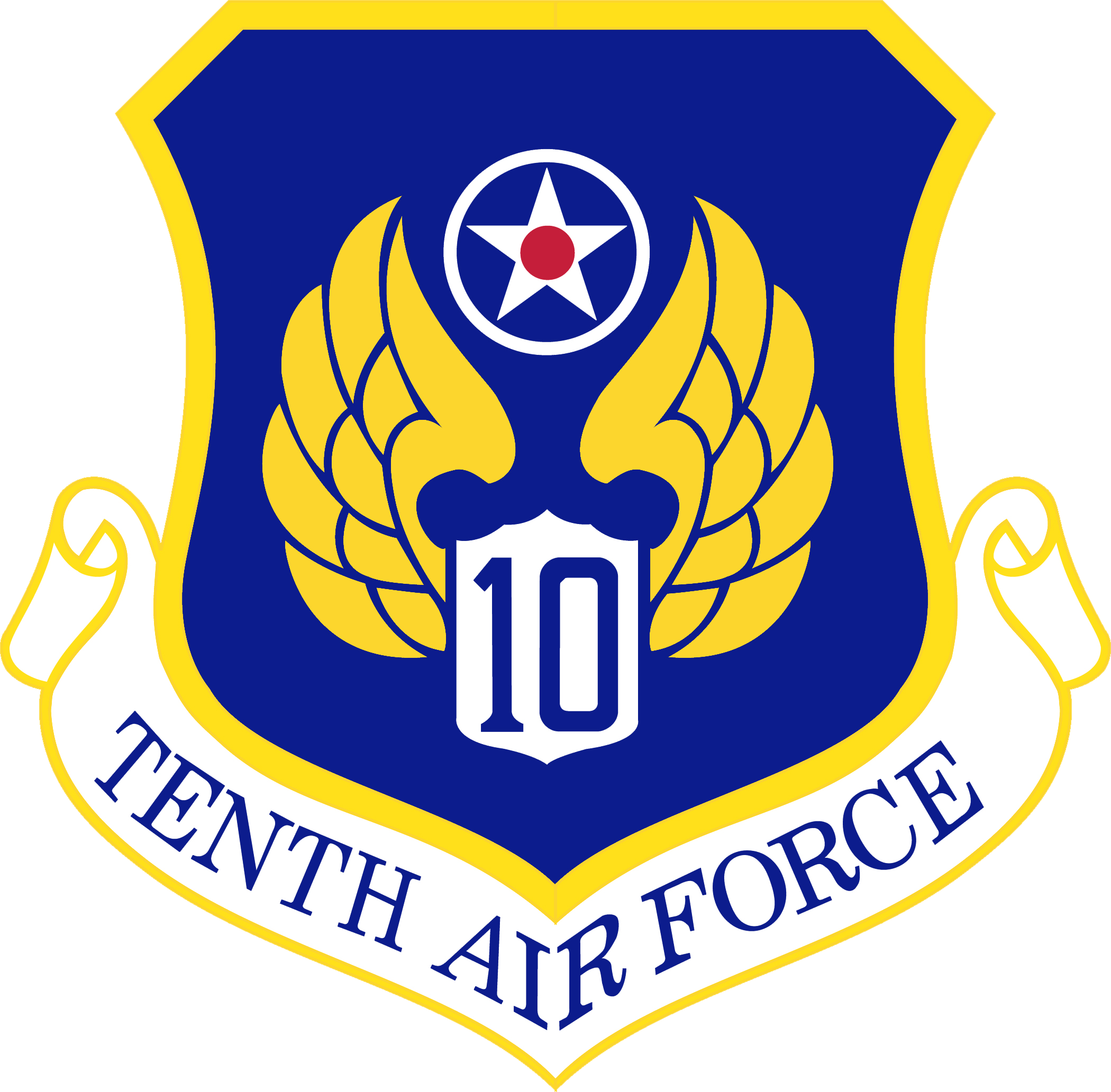
Insigne de la 10th USAAF.

## Son histoire
Constituée le 4 février 1942, elle entre en service opérationnel le 12 février. Entre mars et mai 1942, elle quitte l'Ohio pour l'Inde, puis opère sur l'Inde, la Chine et la Birmanie jusqu'en mars 1943.
Elle rencontra de gros problème logistique vu l'énormité de sa chaine logistique. Elle devait être ravitaillée à l’extrémité d’une ligne maritime de 19 000 km, suivie par un parcours mixte, fluvial et routier, s’achevant un pont aérien des plus dangereux passant au-dessus de l'Himalaya. Karachi étant le principal dépôt aérien.
Lorsque la 14th Air Force entre en service en Chine, la 10th Air Force recentre ses activités sur l'Inde et la Birmanie.
À la fin du mois de juillet 1945, elle part en Chine, avant de retourner aux États-Unis en décembre 1945 - janvier 1946.

## Ses missions
Les missions de la 10th USAAF sont tour à tour stratégiques et tactiques. En effet, contrairement au front européen sur lequel on trouve des forces aériennes spécialisées (8th Air Force et 15th Air Force comme forces stratégiques, 9th Air Force et 12th Air Force comme forces tactiques), ici, la 10th Air Force joue ce double rôle.
Certaines missions sont donc stratégiques (bombardement de dépôts de carburants, d'usines, de ports, d'aérodromes…) et d'autres sont tactiques (bombardement d'un pont pour empêcher l'arrivée de renforts, mitraillages de troupes ennemies…).

## Composition de la 10th Air ForceF en 1945
| 7th Bomb Group | 12th Bomb Group | 341st Bomb Group | 33rd Fighter Group | Troop Carrier Groups | Air Commando Groups | Combat Cargo Groups | 80th Fighter Group | 8th Photo Recce Group | Divers    |
| -------------- | --------------- | ---------------- | ------------------ | -------------------- | ------------------- | ------------------- | ------------------ | --------------------- | --------- |
| 9th BS         | 81st BS         | 490th BS         | 58th FS            | 443rd TCG            | 1st ACG             | 1st CCG             | 88th FS            | 9th PRS               | 427th NFS |
| 436th BS       | 82nd BS         |                  | 59th FS            |                      | 2d ACG              | 3rd CCG             | 89th FS            | 20th PRS              |           |
| 492nd BS       | 83rd BS         |                  | 60th FS            |                      |                     | 4th CCG             | 90th FS            | 24th PRS              | 5th LS    |
| 493rd BS       | 434th BS        |                  |                    |                      |                     |                     |                    | 40th PRS              | 71st LS   |
|                |                 |                  |                    |                      |                     |                     |                    |                       | 115th LS  |

NFS : Squadron de chasse nocturne - FG : Groupe de chasse - BG : Groupe de Bombardement - BS : Squadron de Bombardement - Recce and photo groups : Groupes de Reconnaissance Photo - TCS : Squadron de Transport - LS : Squadron de liaison

## Commandants
- Harry A. Halverson: 17 février - 5 mars 1942.
- Lewis Hyde Brereton: 5 mars 1942 - 26 juin 1942.
- Earl L. Naiden: 26 juin - 18 août 1942.
- Clayton L. Bissell: 18 août 1942 - 19 août 1943.
- Howard C. Davidson: 19 août 1943 - 1er août 1945.
- Albert F. Hegenberger: 1er août 1945 - Décembre 1945.

## Bases opérationnelles
La Base aérienne de Tezpur, la Base aérienne de Barrackpore, celle de Chabua.